# Eilema antica
Eilema antica är en fjärilsart som beskrevs av Walker 1854. Eilema antica ingår i släktet Eilema och familjen björnspinnare. Inga underarter finns listade i Catalogue of Life.